# Juncus pallidus
Juncus pallidus är en tågväxtart som beskrevs av Robert Brown. Juncus pallidus ingår i släktet tåg, och familjen tågväxter. Inga underarter finns listade i Catalogue of Life.